# Juventae Chasma
Juventae Chasma és una estructura geològica del tipus chasma a la superfície de Mart, situada amb el sistema de coordenades planetocèntriques a -0.62 ° de latitud N i 300.34 ° de longitud E. Fa 304.99 km de diàmetre. El nom va ser fet oficial per la UAI l'any 1973 i pren el nom d'una característica d'albedo.